# NGC 5348
NGC 5348 é uma galáxia espiral barrada (SBbc) localizada na direcção da constelação de Virgo. Possui uma declinação de +05° 13' 38" e uma ascensão recta de 13 horas, 54 minutos e 11,1 segundos.
A galáxia NGC 5348 foi descoberta em 3 de Maio de 1877 por Lawrence Parsons.